# Òpera rock
Una òpera rock és un gènere musical nascut al segle xx. El concepte pot tenir dues accepcions:
- Un argument literari totalment o parcialment musicat que s'escenifica (en teatre o cinema) o no, cantant amb acompanyament instrumental, i amb els elements escènics habituals del teatre i del cinema (decoracions, vestuari) en el cas que s'escenifiqui. Difereix de l'òpera clàssica en el fet que l'estil musical emprat és música rock, heavy metal o d'altres. L'estil vocal pot ser el propi del rock, de l'òpera clàssica, del teatre musical, o qualsevol altre.

O bé:
- Un àlbum musical que presenta una història explicada en parts: les cançons, a manera de seccions. Una òpera rock es diferencia d'un àlbum de rock convencional, en què generalment aquest inclou cançons que no estan unides per un tema comú. Una òpera rock és similar a un àlbum conceptual, encara que aquest últim només podrà crear un estat d'ànim o mantenir un tema. Moltes vegades es fan servir cançons cícliques.

## Orígens
L'edició del 4 de juliol del 1966 de la revista RPM (publicada a Toronto) diu que "Bruce Cockburn i William Hawkins estan treballant en una òpera rock, sota la premissa que per a escriure només cal 'alguna cosa a dir'". L'òpera rock de Cockburn i Hawkins sembla que no fou acabada, encara que alguns temes del projecte poden ser dels que formen part de l'àlbum del 1968 de Cockburn i Hawkins: Christopher's Movie Matinee.
Per altra banda, el terme òpera rock pot haver estat originat en una reunió entre Pete Townshend, guitarrista de The Who, i uns quants amics seus aquell mateix any. Diuen que Townshend va enregistrar una cinta de tipus còmic per als seus amics anomenada Gratis Amatis, i un d'aquests amics feu el comentari que aquella cançó singular era una 'òpera rock' (Kit Lambert, co-manager i productor de the Who, diuen que va exclamar: "Now there's an idea!"). Aquell any van publicar el seu primer intent d'òpera rock, el tema A Quick One, While He's Away de l'àlbum A Quick One.
The Who van pensar que en un disc, cada cançó no havia d'explicar una història diferent, per la qual cosa van idear una òpera rock, on tot el disc en complet contava una història. Això va donar lloc a Tommy, la primera òpera rock a popularitzar-se. Tot i això, la primera òpera rock pròpiament dita de la història va ser SF Sorrow dels Pretty Things, que es van avançar als Who en publicar aquest tipus de discs. A causa de la gran fama de The Who encara molts segueixen creient que va ser Tommy la primera òpera rock. Tot i que Pete Townshend reconeix que va utilitzar algunes idees de SF Sorrow, el projecte Tommy havia nascut molt abans.
Sens dubte, l'òpera rock mundialment més coneguda de tots els temps serà Jesus Christ Superstar, amb música d'Andrew Lloyd Webber i llibret de Tim Rice, que fou enregistrada com a àlbum conceptual el 1970. L'any 1971 seria escenificada al teatre, i el 1973 fou portada al cinema de la mà del director Norman Jewison.

## Òperes rock notables

### Dècada dels 60
- Pretty Things, SF Sorrow (1967), primera òpera rock.
- Gerome Ragni James Rado Galt Mac Dermot, Hair (1968), òpera beat estrenada el desembre del 1967 a Nova York.
- The Who, Tommy (1969): L'àlbum que va popularitzar el terme òpera rock.
- The Kinks, Arthur Or the Decline and Fall of the British Empire, (1969)

### Dècada dels 70
- Jesus Christ Superstar, amb llibret de Tim Rice i música d'Andrew Lloyd Webber (1970)
- Vox Dei, La Biblia: primera òpera rock d'Amèrica, composta entre 1969 i 1970 i estrenada al Teatre Presidente Alvear de Buenos Aires el juliol de 1971.
- The Kinks, Lola versus Powerman and the Moneygoround, Part One, 1970
- David Bowie, The Rise and Fall of Ziggy Stardust and the Spiders from Mars (1972)
- Arco Iris, Sudamérica o el regreso de la Aurora: formació formació argentina va estrenar la seva òpera el 1972.
- Materia Gris, Oh perra vida de Beto: aquesta altra formació argentina també va estrenar la seva òpera el 1972.
- The Who, Quadrophenia (1973)
- Genesis, The Lamb Lies Down on Broadway (1974): una de les òperes rock més conegudes del rock progressiu.
- Phoenix, Cantafabule (1975) - òpera rock basada en la mitologia romana.
- Queen, Bohemian Rhapsody (1975): coneguda per constar de tres parts: una balada que acaba en un solo de guitarra, un passatge operístic i un tros de rock dur, també és considerada com una de les millors cançons de tots els temps.
- Jethro Tull, Too Old To Rock 'n' Roll: Too Young To Die! (1976)
- Meat Loaf, Bat Out Of Hell (1977): va vendre més de trenta milions de còpies arreu del món. Va tenir dues seqüeles Hotel Back into Hell i The Monster is Loose
- Frank Zappa, Joe's Garage (1979)
- Pink Floyd, The Wall (1979): famosa òpera rock creada per Pink Floyd molt coneguda pel seu extens i costós show en viu i per la posterior pel·lícula dirigida per Alan Parker.

### Dècada dels 80
- Los Jaivas, Alturas de Machu Picchu (1981): Òpera de rock folk progressiu d'aquesta banda xilena, inspirada en els versos del poeta Pablo Neruda, i coneguda pel seu posterior muntatge documental a les ruïnes peruanes del mateix nom.
- Frank Zappa, Thing-fish (1984)
- János Brody i Levente Szörényi, István, a Király (Esteve, El Rei) (1984): Òpera de rock hongaresa composta en honor del rei Sant Esteve I d'Hongria. Icona de la cultura hongaresa contemporània que ha calat profundament en la societat magiar resident a l'estranger i a Hongria.
- Eskorbuto, Los demenciales chicos acelerados (1987), la primera òpera punk de la història.
- Blue Öyster Cult, Imagino (1988)
- Queensrÿche, Operation: Mindcrime, (1988): Una història d'amor, sexe, mort, poder, religió, corrupció, traïció, cobdícia i bogeria. Considerada com la primera òpera rock del metall progressiu.

### Dècada dels 90
- Juan Ramón Sola, Natura, (1994): Tracta la temàtica del desmantellament de la població rural a Espanya i la idea sempre present del retorn a allò natural. Composta i ambientada al poble de Senés (Almería).
- Charly García, La hija de la lágrima, (1994): Explica la història i diferents moments viscuts per una gitana espanyola, que s'autodenomina "la filla de la llàgrima".
- Marillion,  Brave (1994).
- Mägo de Oz, Jesús de Chamberí (1995): Òpera rock basada en un segon retorn de Jesucrist a la terra, per tal de renovar el seu missatge i fer front a les idees de l'Església Catòlica.
- El 1995 neix Ayreon, un projecte musical del compositor holandès Arjen A. Lucassen de metal progressiu. La majoria dels seus àlbums tenen el format d'òpera rock, en els quals es desenvolupa una història complexa protagonitzada per diversos personatges, cada un d'ells interpretat per un vocalista.
- Lacrimosa, Elodia (1999)
- Dream Theater, Metropolis Pt 2: Scenes From A Memory (1999). Continuació del tema Metropolis Pt 1: The miracle and the Sleeper, explica la història d'un home que té malsons sobre la vida d'una noia.

### Dècada dels 2000
- Trans-Siberian Orchestra, Beethoven's Last Night (2000): Narra la història dels esdeveniments que van tenir lloc al voltant de la mort de Beethoven i la desena simfonia.
- Drive-By Truckers, Southern Rock Opera (2000)
- Szilveszter Jenei, András Adorján i Mihály Kocsis, 1956-Aki Magyar Velünk Tart (1956-El que és hongarès està amb nosaltres) (2000): Òpera Rock hongaresa en commemoració als fets i morts de la Revolució hongaresa de 1956, quan van intentar alliberar-se del comunisme soviètic.
- Dr. Frankenstein, Dirigida per Jose Fors
- Tobias Sammet, Avantasia - The Metal Opera (2000)
- Spock's Beard, Snow (2002)
- Saurom Lamderth, Ombres de l'Est (2002): Narra la història de la Comunitat de l'Anell (El Senyor dels Anells).
- Dream Theater, Six Degrees of Inner Turbulence (2002): Àlbum doble del qual es desprèn la cançó que li va donar nom al disc  Six Deegres of Inner Turbulence, aquesta consisteix en 8 moviments, el tema en si és una cançó de 42 minuts i ocupa tot el segon CD de l'àlbum. La cançó explora les històries de sis individus que pateixen de diverses malalties mentals, el trastorn bipolar, trastorn per estrès posttraumàtic, esquizofrènia, autisme, depressió postpart i trastorn d'identitat dissociatiu.
- Tobias Sammet, Avantasia - The Metal Opera Pt II (2002). Explica una història fictícia d'un frare dominic, Gabriel, l'any 1602.
- Mojinos Escozíos, Ópera Rock Triunfo (2003): Òpera rock que ens explica la història de Federico, un aspirant a cantant que es va voler menjar el món i no obstant això es va acabar menjant un excrement.
- Aina - Days of Rising Doom - The Metal Opera (2003): Escrita per Amanda Somerville, llançada al mercat per Transmission i The End Records.
- Neil Young & Crazy Horse, Greendale (2003)
- Brian Wilson, Smile (2003): Una òpera pop que no narra una història lineal. Es divideix en tres segments. El primer Narra històries d'una Amèrica del Nord de colons; la conquesta del llunyà oest es pot veure a Heroes and Villains, o el Hawaii primitiu a Plymouth Roll Over o la creació de trens a Cabinessense. El segon segment narra al creixement de les persones, els canvis i la hipocresia de la societat. Finalitzant amb l'últim segment que narra diverses històries curtes. En aquest segment es troba el tema més famós dels Beach Boys Good Vibrations.
- Green Day, American Idiot (2004): Òpera rock que explica la vida de "Jesus Of Suburbia" (Jesús dels suburbis), un adolescent rebel que se'n va de casa on viu amb la seva mare i el nòvio d'ella, Brad.
- Sascha Paeth, Robert Hunecke-Rizzo, Amanda Somerville i Miro, Aina (2004).
- Juan Ramón Sola, Formes de Amar (2004): Reality Show que narra les diferents formes d'entendre l'amor des del punt de vista d'un professor.
- Premiata Forneria Marconi, Dracula (Opera Rock) (2005): Òpera rock basada en el llibre de Bram Stoker, però relatant les vivències d'un Dràcula enamorat i somiador. Aquesta obra va ser la banda sonora de l'obra de teatre homònima dirigida per l'argentí Alfredo Rodríguez Arias.
- My Chemical Romance, The Black Parade (2006).
- Margarita i Faust (Felip Szarruk),Opera Rock (2006): La primera opera rock colombiana, basada en la llegenda del Doctor Faust. Va realitzar més de 40 presentacions i és part de la història del rock llatinoamericà.
- Levente Szörényi, Tibor Fonyódi i Tamás Antók: Árpád Népe (La gent d'Árpad) (2006): Òpera rock mística hongaresa que narra el conflicte entre cristianisme i paganisme del rei Andreu I d'Hongria i el seu germà Levente.
- Sándor Román, Tibor Paar i Imre Czomba, Szent István - egy ország születése (Sant Esteve - El naixement d'un país) (2007): Òpera rock hongaresa que narra la vida de Sant Esteve I d'Hongria i la fundació de l'Estat hongarès després de l'any 1000.
- Judas Priest,  Nostradamus (2008): Òpera-metall que narra la vida del profeta Nostradamus.
- True Symphonic Rockestra, Concerto In True Minor (2008): No és pròpiament una òpera rock, sinó una barreja de cançons d'òpera adaptades al gènere metal.
- Diversos autors, Edgar Allan Poe - Llegat d'una tragèdia (2008): Òpera rock sobre la vida de l'escriptor Edgar Allan Poe. Interpretada per membres de diferents grups heavies espanyols com Stravaganzza, Sangre Azul, Topo, Lujuria, Saratoga, Avalanch, Mägo de Oz…
- Green Day, 21 Century Breakdown (2009), la segona òpera rock d'aquest grup. Conta la història de Christian i Gloria, dos adolescents. El disc critica durament al govern Bush igual que American Idiot i a la religió.
- Colectivo Cantata Rock: Cantata Rock Santa Maria de Iquique(2009)
- Mägo de Oz, Gaia (àlbum de Mägo de Oz) (2003), Gaia II, la voz dormida (2005) i Gaia III: Atlantia (2010), tres discos que expliquen la història de Azaak, Pedro Alcázar i Gaia, que acaba amb la destrucció de la raça humana.

## Òpera rock catalana
- La punyalada, basada en la novel·la homònima de Marià Vayreda. Estrenada el juny del 2009,[1] i concebuda als anys vuitanta pels seus autors: Jordi Cos, Jeroni Pagan i Josep Maria Vaqué, inspirats per Jesus Christ Superstar. L'obra ens situa a finals del segle xix a la Garrotxa. Dos excombatents carlins i amics de la infantesa, l'Albert i l'Ibo, tornen a casa per refer les seves vides. L'Albert, inicialment, ho aconsegueix mentre que l'Ibo esdevé un assassí com a cabdill dels bandolers de la comarca. Enfrontats a mort per la passió a una dona, ens expressen els instints més primaris i alhora l'amor més sublim vers la Coralí, que se sent fatalment enamorada de tots dos.